# Bzowica
Bzowica (ukr. Бзовиця) – wieś w rejonie tarnopolskim obwodu tarnopolskiego, założona w 1523 r. W II Rzeczypospolitej miejscowość należała do gminy wiejskiej Olejów w powiecie zborowskim województwa tarnopolskiego. Wieś liczy 289 mieszkańców.
Do 2020 w rejonie zborowskim.

## Pobliskie miejscowości
- Załoźce
- Zborów
- Olejów
- Trościaniec Wielki